# OR8K3
OR8K3 (англ. Olfactory receptor family 8 subfamily K member 3 (gene/pseudogene)) – білок, який кодується однойменним геном, розташованим у людей на короткому плечі 11-ї хромосоми. Довжина поліпептидного ланцюга білка становить 312 амінокислот, а молекулярна маса — 35 463.
| 10         |  | 20         |  | 30         |  | 40         |  | 50         |
| ---------- |  | ---------- |  | ---------- |  | ---------- |  | ---------- |
| MEQHNLTTVN |  | EFILTGITDI |  | AELQAPLFAL |  | FLMIYVISVM |  | GNLGMIVLTK |
| LDSRLQTPMY |  | FFLRHLAFMD |  | LGYSTTVGPK |  | MLVNFVVDKN |  | IISYYFCATQ |
| LAFFLVFIGS |  | ELFILSAMSY |  | DLYVAICNPL |  | LYTVIMSRRV |  | CQVLVAIPYL |
| YCTFISLLVT |  | IKIFTLSFCG |  | YNVISHFYCD |  | SLPLLPLLCS |  | NTHEIELIIL |
| IFAAIDLISS |  | LLIVLLSYLL |  | ILVAILRMNS |  | AGRQKAFSTC |  | GAHLTVVIVF |
| YGTLLFMYVQ |  | PKSSHSFDTD |  | KVASIFYTLV |  | IPMLNPLIYS |  | LRNKDVKYAL |
| RRTWNNLCNI |  | FV         |  |            |  |            |  |            |

A: Аланін

C: Цистеїн

D: Аспарагінова кислота

E: Глутамінова кислота

F: Фенілаланін

G: Гліцин

H: Гістидин

I: Ізолейцин

K: Лізин

L: Лейцин

M: Метіонін

N: Аспарагін

P: Пролін

Q: Глутамін

R: Аргінін

S: Серин

T: Треонін

V: Валін

W: Триптофан

Кодований геном білок за функціями належить до рецепторів, g-білокспряжених рецепторів, білків внутрішньоклітинного сигналінгу. 
Локалізований у клітинній мембрані, мембрані.